# Hakan Aslantaş
Hakan Aslantaş (Nürtingen, 26 agosto 1985) è un calciatore turco con cittadinanza tedesca, difensore del Türkspor Stoccarda.

## Biografia
Possiede il passaporto tedesco.

## Carriera

### Club
Ha giocato nella prima divisione turca.

### Nazionale
Ha partecipato ai Mondiali Under-20 del 2005.